# Cill Rónáin
Cill Rónáin (in inglese Kilronan) è il principale villaggio di Inis Mór, la maggiore tra le Isole Aran, arcipelago al largo delle coste occidentali irlandesi. Dato che le tre isole sono interamente parte del gaeltacht, anche il villaggio gode dei benefici e delle regole di queste particolari oasi linguistiche. È anche il porto dove attraccano i traghetti provenienti dalla terraferma irlandese, ovvero da Doolin, Galway e Ros a' Mhíl, e quindi presa d'assalto d'estate da molti turisti. Le principali attività sono la pesca ed il turismo.
Tra i turisti molti vengono per vedere l'isola intera e sono comunque forzati ad accedere a Kilronan, dalla quale si noleggiano biciclette o si possono prendere dei bus che fanno il giro dei punti principali di Inis Mór. Anche gli studenti visitano spesso Kilronan d'estate per migliorare i loro studi di gaelico. Al 2011, 297 persone vivono nel villaggio.